# 上宇川村
上宇川村（かみうかわむら）は、かつて京都府竹野郡にあった村。現在の京丹後市丹後町の東部にあたり、宇川の下流域にあたる。上宇川村と下宇川村の範囲を総称して宇川地域と呼ばれる。

## 地理
- 海洋
  - 日本海
- 山岳
  - 依遅ヶ尾山
- 河川
  - 宇川
- 地形
  - 犬ヶ岬、丹後松島

## 歴史
- 1889年（明治22年）4月1日 - 町村制の施行により、平村・中野村・遠下村・鞍内村・井谷村・三山村・竹久僧村・小脇村・畑村の区域をもって竹野郡上宇川村が発足。
- 1955年（昭和30年）2月1日 - 間人町・豊栄村・竹野村・上宇川村・下宇川村が合併して丹後町が発足。同日上宇川村廃止。

## 行政

### 歴代村長
出典は『丹後町史』
| 氏名         | 就任日         | 在職期間 |
| ------------ | -------------- | -------- |
| 岡田新太郎   | 1889年5月22日  | 4年      |
| 井上徳左衛門 | 1893年5月3日   | 6年3か月 |
| 岡田新左衛門 | 1899年8月31日  | 8か月    |
| 岡田吉三郎   | 1900年3月6日   | 4年      |
| 岡田安右衛門 | 1900年8月23日  | 1年3か月 |
| 井上徳左衛門 | 1901年10月10日 | 7か月    |
| 木村次良衛門 | 1902年4月17日  | 2年3か月 |
| 井上徳左衛門 | 1904年6月15日  | 11か月   |
| 岡田新左衛門 | 1905年4月15日  | 1年2か月 |
| 岡田新太郎   | 1906年5月17日  | 1年8か月 |

| 氏名       | 就任日         | 在職期間  |
| ---------- | -------------- | --------- |
| 岡田佐兵衛 | 1907年12月25日 | 3年4か月  |
| 織戸鹿蔵   | 1911年3月17日  | 1年5か月  |
| 岡田佐兵衛 | 1912年7月24日  | 4年8か月  |
| 岡田吉三郎 | 1917年2月23日  | 4年2か月  |
| 岡田新三郎 | 1921年3月16日  | 4年       |
| 増田六太郎 | 1925年3月16日  | 4年       |
| 岡田新三郎 | 1929年3月31日  | 13年2か月 |
| 木村源兵衛 | 1942年5月25日  | 4年       |
| 岡田恒治郎 | 1946年5月      | 8年9か月  |

## 教育

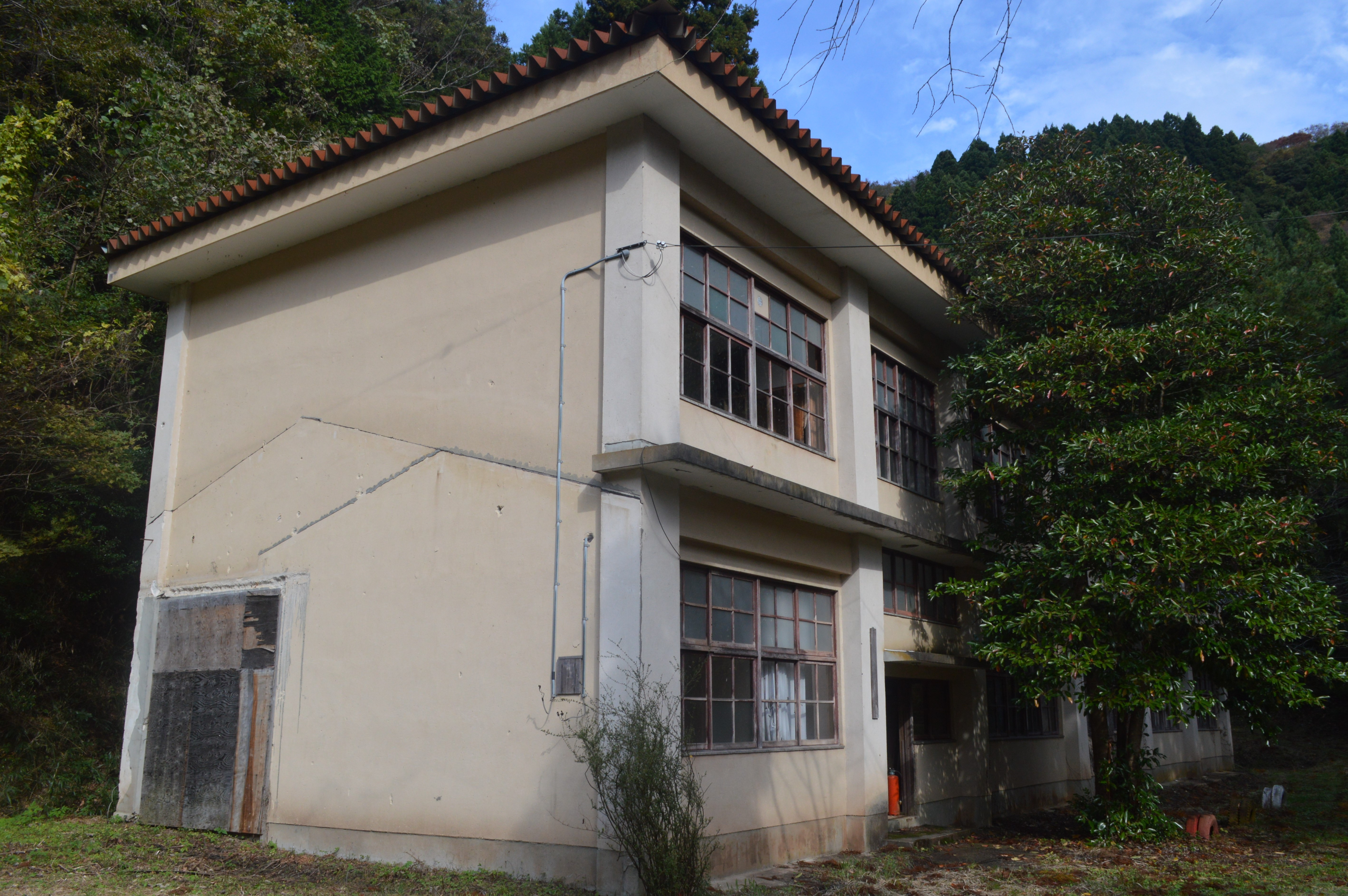
上宇川村立虎杖小学校

### 小学校
- 上宇川村立上宇川小学校
- 上宇川村立虎杖小学校

### 中学校
- 組合立宇川中学校

## 出身者
- 岡田泰蔵 - 弁護士・政治家。衆議院議員。神戸弁護士会副会長などを務め、立憲政友会から代議士となった[2]。上宇川村平生まれ[2]。